# Nanette Guilford
Nanette Guilford, geborene Nanette Gutman (* 17. August 1903 in New York; † 17. März 1990 ebenda) war eine US-amerikanische Opernsängerin (Sopran).

## Leben
Nanette Guilford studierte bei Albert Jeannotte und hatte ihren ersten Auftritt im Theater an der Century Promenade in The Midnight Rounders of 1921. Damit gehörte sie zu den ersten professionellen Sängerinnen und Sängern in den USA, die auf eine Ausbildung in Europa verzichteten. Von 1923 bis 1932 war sie an der Metropolitan Opera engagiert, zunächst nur in kleineren Rollen. Ihren ersten Auftritt an der „Met“ hatte sie in Rigoletto. Im März 1926 trat sie erstmals in einer Hauptrolle, der Ginevra in La Cena Delle Beffe. Zu ihren weiteren Rollen an der Metropolitan Opera gehörten Aida, die Liu in Turandot und die Musetta in La Bohème. Nanette Guilford, die bei der Unterzeichnung ihres ersten Kontraktes mit der Metropolitan Opera ihr Alter falsch angegeben hatte, galt während ihrer gesamten Karriere an diesem Haus als „Baby Star“.
Neben ihren Auftritten auf der Bühne war sie auch in Radiosendungen und Tonfilmen zu hören. Auch Aufnahmen mit dem Violinisten Max Rosen, mit dem sie von 1928 bis 1930 verheiratet war, entstanden.
Nanette Guilford starb an einem Infekt im St. Vincent’s Hospital in New York.